# رودريك كوك
رودريك كوك (بالإنجليزية: Roderick Cook)‏ هو ممثل بريطاني، ولد في 9 فبراير 1932 بلندن في المملكة المتحدة، وتوفي في 17 أغسطس 1990 بلوس أنجلوس في الولايات المتحدة.

## ترشيحات
- جائزة توني عن فئة أفضل ممثل في مسرحية موسيقية [الإنجليزية]‏ (1987)

## وصلات خارجية
- رودريك كوك على موقع IMDb (الإنجليزية)
- رودريك كوك على موقع قاعدة بيانات برودواي على الإنترنت (الإنجليزية)
- رودريك كوك على موقع قاعدة بيانات الفيلم (الإنجليزية)